# Bloco do Eu Sozinho
Bloco do Eu Sozinho är bandet Los Hermanos andra CD, släppt den 2001.

## Låtlista
1. Todo Carnaval Tem Seu Fim - 4:23
2. A Flor (Marcelo Camelo / Rodrigo Amarante) - 3:27
3. Retrato Pra Iaiá (Marcelo Camelo / Rodrigo Amarante) - 3:57
4. Assim Será - 3:36
5. Casa Pré-Fabricada - 2:55
6. Cadê Teu Suín-? - 2:35
7. Sentimental (Rodrigo Amarante) - 5:09
8. Cher Antoine (Rodrigo Amarante) - 2:29
9. Deixa Estar - 3:30
10. Mais Uma Canção (Marcelo Camelo / Rodrigo Amarante) - 4:11
11. Fingi Na Hora Rir - 4:10
12. Veja Bem Meu Bem - 4:40
13. Tão Sozinho - 1:19
14. Adeus Você - 2:58